# Wayne Cashman
Wayne Cashman (Kingston, 24 giugno 1945) è un allenatore di hockey su ghiaccio ed ex hockeista su ghiaccio canadese che nel corso della carriera ha giocato in National Hockey League con i Boston Bruins.

## Carriera

### Giocatore
Cashman nella carriera giovanile fu compagno di squadra di Bobby Orr presso gli Oshawa Generals, nella OHA. Al termine di quell'esperienza per i tre anni successivi militò nelle leghe minori con le maglie degli Oklahoma City Blazers e degli Hershey Bears prima di entrare stabilmente nella rosa dei Boston Bruins nel 1969.
Cashman trascorse l'intera carriera NHL con i Boston Bruins vestendo la maglia numero 12. Cashman ricoprì il ruolo di ala sinistra e formò una delle linee d'attacco più forti dell'epoca insieme al centro Phil Esposito e all'ala destra Ken Hodge. Cashman insieme al compagno di linea Esposito nel 1972 conquistò con la nazionale canadese le Summit Series.
Cashman riuscì a vincere la Stanley Cup nel 1970 e nel 1972, risultando decisivo con una doppietta nella seconda circostanza in finale a Gara 6 contro i New York Rangers. Per otto volte superò la soglia delle 20 reti a stagione; dal punto di vista realizzativo la stagione migliore fu quella 1973-1974, quando con 30 reti e 59 assist chiuse la stagione regolare al quarto posto nella classifica dei marcatori, disputò l'All-Star Game e fu incluso nell'NHL Second All-Star team. Dal 1978 fino al ritiro nel 1983 fu capitano dei Bruins.

### Allenatore
Dopo il ritiro da giocatore Cashman intraprese la carriera da allenatore, ricoprendo soprattutto il ruolo di vice nelle franchigie guidate da Phil Esposito: per cinque anni fu assistente allenatore dei New York Rangers mentre nelle quattro annate successive lo fu dei Tampa Bay Lightning. Dopo un anno con i San Jose Sharks Cashman fu scelto come capo allenatore dei Philadelphia Flyers per la stagione 1997-98, carica che ricoprì per sole 61 partite prima di essere sostituito da Roger Neilson, divenendone subito dopo il nuovo vice allenatore. Concluse nel 2006 la propria esperienza in panchina come assistente allenatore dei Boston Bruins.

## Palmarès

### Club
- Stanley Cup: 2

Boston: 1969-1970, 1971-1972

### Nazionale
- Summit Series: 1

1972

### Individuale
- NHL Second All-Star Team: 1

1973-1974
- NHL All-Star Game: 1

1974